# Julius Peppers
Julius Frazier Peppers (Wilson, 18 gennaio 1980) è un ex giocatore di football americano statunitense che ha mililtato nel ruolo di defensive end nella National Football League (NFL). Fu scelto come secondo assoluto nel Draft NFL 2002 dai Carolina Panthers. Al college giocò sia a football che a basket per i North Carolina Tar Heels. I 159,5 sack di Peppers in carriera sono il quarto risultato della storia della NFL. È stato introdotto nella Pro Football Hall of Fame nel 2024.

## Carriera universitaria
Pepper giocò per tre anni con i Tar Heels, disputando 23 partite e mettendo a segno 4 intercetti, per un totale di 69 yard ritornate con 2 touchdown e un fumble ritornato per 12 yard in touchdown.
Premi e riconoscimenti
- Freshman All-American secondo The Sporting News (1999)
- First-team All-ACC (2000)
- Second-team All-American secondo la Associated Press e Fottball News (2000)
- Consensus First-team All-ACC (2001)
- Consensus First-team All-American (2001).
- Chuck Bednarik Award (2001)
- Lombardi Award (2001)

## Carriera professionistica

### Carolina Panthers

#### Stagione 2002
Al draft NFL 2002 Peppers fu selezionato come seconda scelta assoluta dai Carolina Panthers. L'8 settembre 2002 contro i Baltimore Ravens debuttò come professionista dando subito il suo contributo quando deviò un passaggio del quarterback dei Ravens Chris Redman che fu poi intercettato dal linebacker Dan Morgan, che lo ritornò per 22 yard in touchdown; i Panthers vinsero quella gara per 10-7. Nella sua seconda partita, contro i Detroit Lions, Peppers mise a segno 5 tackle, 3 sack un fumble forzato e un passaggio deviato, contribuendo alla vittoria dei Panthers per 31-7. Altri tre sack li fece registrare nella sconfitta della settimana 6 contro i Dallas Cowboys. L'apporto di Peppers nella sua stagione da rookie fu tale che la difesa dei Panthers passò dall'ultimo posto dell'anno precedente al secondo posto del 2002, un fatto senza precedenti dalla fusione tra NFL e AFL del 1970. La sua prima annata si concluse con 35 tackle, 12 sack, 5 fumble forzati e un intercetto. Fu premiato come miglior rookie del mese di ottobre e come rookie difensivo dell'anno dall'Associated Press. A quattro gare dal termine della stagione, Peppers fu sospeso dalla lega per avere assunto una sostanza dimagrante vietata contenente efedrina. Questi si giustificò di avere ricevuto la sostanza da un amico ma di avere agito in buonafede e affermò che avrebbe prestato maggiore attenzione in futuro.

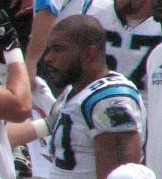
Peppers nel 2008.

#### Stagione 2003
Nella sua seconda stagione, Peppers fu parte di una defensive line che includeva Brentson Buckner, Kris Jenkins e Mike Rucker. Questi contribuirono a fare raggiungere a Carolina la prima qualificazione al Super Bowl della sua storia, perso contro i New England Patriots. In quella linea difensiva, Peppers era il sorvegliato numero uno da parte degli avversari che spesso lo raddoppiarono. La sua annata terminò con 44 tackle, 7 sack, 3 fumble forzati, e tre passaggi deviati. Peppers e Donovan McNabb sono gli unici due giocatori della storia ad essere scesi in campo nelle Final four NCAA di basket e nel Super Bowl.

#### Stagione 2004
Peppers nel 2004 disputò probabilmente la sua miglior stagione fino a quel momento, stabilendo anche un record NFL per un defensive lineman quando ritornò un intercetto per 97 in touchdown contro i Denver Broncos il 10 ottobre 2004. Un altro record NFL furono le 143 yard stagionali ritornate da intercetto, il massimo di sempre per un defensive lineman. Nella gara della settimana 12 contro i Tampa Bay Buccaneers, Peppers disputò una delle migliori gare per un difensore quella stagione, bloccando un tentativo di field goal da 26 yard e ritornò un intercetto per 46 yard in touchdown, il primo della storia per un defensive lineman dei Carolina Panthers. Inoltre fece registrare un passaggio deviato, un sack, e quattro tackle. Compì una giocata memorabile anche nella settimana 15 contro gli Atlanta Falcons, in cui recuperò un fumble a mezz'aria del quarterback di Atlanta Michael Vick e lo ritornò per 60 yard in touchdown. La sua annata terminò con 64 tackle, 11 sack, 4 fumble forzati e 2 intercetti, venendo convocato per il suo primo Pro Bowl e inserito nel First-team All-Pro. Si classificò al quarto posto nel premio di miglior difensore dell'anno della NFL.

#### Stagione 2005
Peppers aiutò i Panthers a raggiungere la finale della NFC in cui furono eliminati dai Seattle Seahawks per 34-14. Disputò due partite quell'anno in cui mise a segno tre sack, una contro i Tampa Bay Buccaneers e una contro i Dallas cowboys in cui bloccò anche un tentativo di calcio. La sua annata si chiuse con 50 tackle, 10,5 sack, 2 fumble forzati e uno recuperato, venendo convocato per il secondo Pro Bowl in carriera.

#### Stagione 2006
Peppers disputò nuovamente due gare con tre sack nel 2006, una contro i Minnesota Vikings nella settimana 2 e poi ancora contro i Tampa Bay Buccaneers, venendo premiato come miglior difensore della NFC della settimana per quest'ultima prestazione. Il 15 ottobre 2006 in una partita contro i Baltimore Ravens, Peppers divenne il leader di tutti i tempi della franchigia per sack in carriera, un record che al 2014 detiene ancora con 81. Per la seconda volta nel mese di ottobre fu premiato come miglior difensore del mese della NFC. Il suo 2006 terminò con 58 tackle e 13 sack venendo convocato per il terzo Pro Bowl consecutivo e inserito nel First-team All-Pro.

#### Stagione 2007
Dopo il ritiro della safety dei Panthers Mike Minter a fine 2006, Peppers fu nominato capitano della difesa. Le sue statistiche però furono in calo e terminò con 38 tackle e 2,5 sack a causa di una malattia non rivelata che lo colpì prima dell'inizio della stagione. Inoltre perse le ultime due gare per un infortunio al legamento mediale collaterale.

#### Stagione 2008
Peppers si riprese nella stagione 2008 e ritrovò la sua forma delle prime annate, terminando con un primato personale di 14,5 sack. Prima dell'inizio della stagione passò dal ruolo di defensive end sul lato destro a quello sinistro, una posizione in cui aveva già giocato alla University of North Carolina. La miglior gara stagionale la disputò nella settimana 10 contro gli Oakland Raiders in cui mise a segno 7 tackle, 3 sack, 2 fumble forzati e un passaggio deviato, venendo premiato come miglior difensore della NFC della settimana. A fine anno fu convocato per il suo quarto Pro Bowl e inserito nel Second-Team All-Pro. I Panthers raggiunsero i playoff ma furono eliminati nel divisional round dagli Arizona Cardinals. Il 19 febbraio 2009 i Panthers applicarono sul giocatore la franchise tag.

#### Stagione 2009
La stagione 2009 di Peppers fu l'ultima coi Panthers. La prima settimana fece registrare 5 tackle, un sack, un fumble forzato e bloccò un calcio nella sconfitta contro i Philadelphia Eagles. Tornò a mettere a segno 2 sack nella settimana 5 contro i Washington Redskins in cui Carolina vinse la prima gara stagionale. Nella settimana 8 contro i Cardinals, mise a segno 2 tackle, 1 sack, 1 fumble forzato e 1 intercetto ritornato per 13 yard in touchdown, venendo premiato per la terza volta in carriera come miglior difensore della NFC della settimana. La settimana successiva contro i New Orleans Saints si ruppe una mano ma ciò non gli impedì di continuare a scendere in campo. Nella settimana 15 contro i Vikings disputò una delle migliori prestazioni della carriera in cui fece registrare 1 sack, un passaggio deviato, cinque pressioni sul quarterback giocando a tutto campo e portando lo scrittore Peter King a dire che Peppers sembrò Lawrence Taylor e Deacon Jones in una persona sola. Peppers giocò così bene che fece mettere in panchina l'offensive tackle sinistro e Pro Bowler dei Vikings Bryant McKinnie. La grande giornata di Peppers non solo portò l'allenatore avversario Brad Childress a cambiare i tackle ma anche a considerare un cambiamento di quarterback, anche se Brett Favre di Minnesota si oppose fermamente. Childress disse di voler proteggere Favre il quale era già stato colpito duro. Nella settimana 17 vi fu l'ultima gara in carriera di Peppers coi Panthers, una vittoria per 23-10 contro i New Orleans Saints al Bank of America Stadium in cui mise a segno 3 tackles, 1 intercetto e un passaggio deviato. La sua stagione si chiuse con 42 tackle, 10,5 sack, 5 fumble forzati e 2 intercetti. Fu convocato per il suo quinto Pro Bowl e inserito nel Second-Team All Pro. Il 22 febbraio 2010, Adam Schefter fu annunciato che la franchigia non avrebbe applicato nuovamente la franchise tag sul giocatore, rendendolo un unrestricted free agent, libero di accasarsi con qualsiasi altra squadra.

### Chicago Bears

#### Stagione 2010
Il 5 marzo 2010 dopo esser diventato unrestricted free agent, Peppers firmò con i Bears un contratto di 6 anni per un totale di 91,5 milioni di dollari, di cui 42 milioni garantiti nei primi 3 anni. Ebbe un immediato impatto quando nella settimana contro i Detroit Lions mise a segno un sack sul quarterback Matthew Stafford e forzò un fumble a 29 secondi dal termine del primo tempo. Nella settimana 5, Peppers si trovò per la prima volta ad affrontare in trasferta i Carolina Panthers da avversario, una gara vinta dai Bears per 23-6. La miglior giocata della sua partita avvenne quando deviò un passaggio di Jimmy Clausen intercettandolo. Alla fine della giocata Peppers si portò l'indice sulle labbra per zittire il suo ex pubblico che lo fischiava. La sua gara terminò con 4 tackle, 1 intercetto e 1 passaggio deviato. A fine anno fece registrare 43 tackle, 8 sack e 2 intercetti, venendo convocato per il suo sesto Pro Bowl.

#### Stagione 2011
In questa stagione, Peppers totalizzò 11 sack e forzò 3 fumble. Nell'ultima partita della stagione regolare contro i Minnesota Vikings raggiunse i suoi 100 sack in carriera. A fine stagione, il giocatore conquistò per il suo quarto anno consecutivo la convocazione al Pro Bowl e fu votato al 26º posto nella NFL Top 100, l'annuale classifica dei migliori cento giocatori della stagione.

#### Stagione 2012
Il 13 settembre, nella sconfitta della seconda giornata contro i Green Bay Packers, Peppers mise a segno due sack su Aaron Rodgers. Il 26 dicembre fu convocato per l'ottavo Pro Bowl in carriera come titolare della NFC. Il 12 gennaio 2013 fu inserito nel Second-team All-Pro dopo avere terminato l'annata con 39 tackle e 11,5 sack. A fine anno fu classificato al numero 54 nella classifica dei migliori cento giocatori della stagione.

#### Stagione 2013
Nella settimana 3 contro i Pittsburgh Steelers, Peppers ritornò un fumble recuperato per 42 yard in touchdown a meno di quattro minuti dal termine sigillando la vittoria dei Bears con un punteggio di 40-23. Fu il secondo fumble recuperato ritornato in TD in carriera e la sua quarta marcatura complessiva. Nella settimana 11 contro i Baltimore Ravens, Peppers disputò una delle migliori gare stagionali mettendo a segno un primato in carriera di 11 tackle, oltre a 2 sack e ad altri 2 tackle for loss contribuendo alla vittoria della squadra nei tempi supplementari per 23-20. La sua annata terminò con 46 tackle 7,5 sack, 2 fumble forzati, uno recuperato e un intercetto.
L'11 marzo 2014, il trentaquattrenne Peppers fu svincolato dai Bears.

### Green Bay Packers

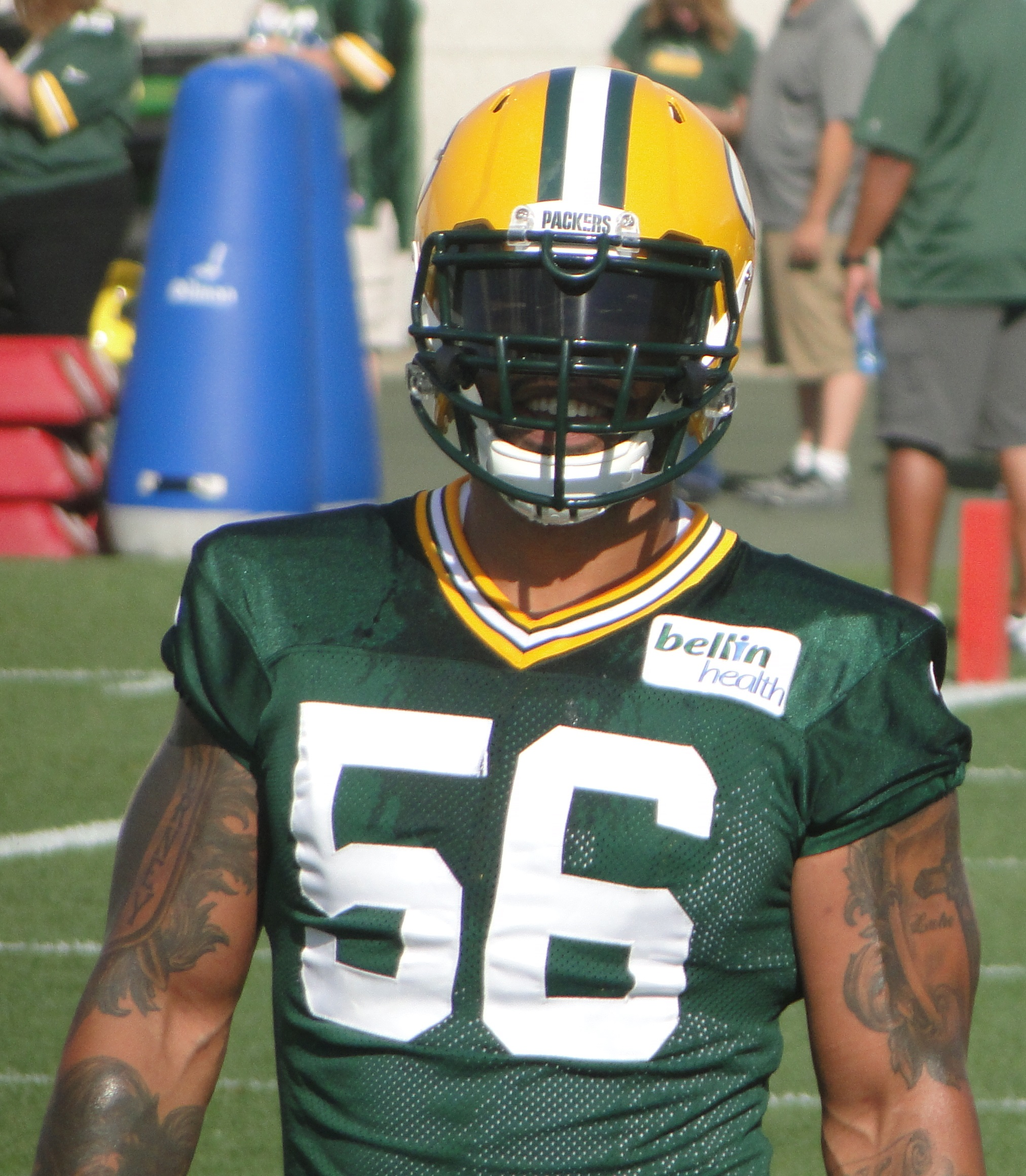
Peppers nel training camp 2014.

Il 15 marzo 2014, Peppers firmò con i Green Bay Packers un contratto triennale del valore di 30 milioni di dollari, di cui 7,5 milioni garantiti. Nella vittoria della settimana 5 contro i Vikings, intercettò un passaggio di Christian Ponder ritornandolo per 49 yard in touchdown. In questo modo divenne l'unico giocatore della storia della lega ad avere messo a segno oltre 100 sack e 10 intercetti. Per questa prestazione fu premiato per la sesta volta in carriera come miglior difensore della NFC della settimana. Nell'undicesimo turno contro gli Eagles mise a segno il secondo intercetto stagionale su Mark Sanchez ritornandolo per 52 yard in touchdown. La sua prima stagione regolare nel Wisconsin si chiuse al secondo posto nella squadra con 7 sack, venendo inserito al 71º posto nella NFL Top 100.
L'11 gennaio 2015, Peppers guidò i Packers con 6 tackle, un sack e 2 fumble forzati nel divisional round dei playoff vinto contro i Dallas Cowboys, con Green Bay che si qualificò per la finale della NFC, persa contro i Seahawks malgrado un vantaggio di 19-7 a cinque minuti dal termine, in una gara che concluse con 1,5 sack su Russell Wilson.
Nel 2015, Peppers mise a segno 10,5 sack, tornando ad essere convocato per il Pro Bowl per la prima volta dal 2012, al posto di Von Miller, impegnato nel Super Bowl 50.
Il 4 dicembre 2016, Peppers superò Michael Strahan al quinto posto della classifica di tutti i tempi per sack in carriera, salendo a quota 142,5.

### Ritorno ai Panthers
Il 10 marzo 2017, Peppers firmò per fare ritorno ai Panthers. Nel quarto turno mise a segno due sack su Tom Brady contribuendo alla vittoria a sorpresa sui New England Patriots campioni in carica, venendo premiato per la settima volta in carriera come miglior difensore della NFC della settimana. Il 29 ottobre con il 151º sack in carriera superò Chris Doleman al quarto posto nella classifica di tutti i tempi. A fine stagione rinnovò per un ultimo anno con Carolina, in cui mise a segno 5 sack. Il 1º febbraio 2019 annunciò il proprio ritiro, chiudendo con 159,5 sack in carriera.

## Palmarès

### Franchigia
- National Football Conference Championship: 1

Carolina Panthers: 2003

### Individuale
- Convocazioni al Pro Bowl: 9

2004, 2005, 2006, 2008, 2009, 2010, 2011, 2012, 2015
- First-Team All-Pro: 4

2004, 2006, 2008, 2010
- Second-Team All-Pro: 3

2008, 2009, 2012
- Rookie difensivo dell'anno - 2002
- Miglior difensore del mese della NFC: 4

novembre 2004, ottobre 2006, novembre 2010 e novembre 2011
- Miglior difensore della settimana della NFC: 7

10ª del 2006, 10ª del 2008, 8ª del 2009, 11ª del 2010, 16ª del 2012, 5ª del 2014, 4ª del 2017
- PFWA All-Rookie Team - 2002
- Formazione ideale della NFL degli anni 2000
- Club dei 100 sack
- Formazione ideale della NFL degli anni 2010
- Pro Football Hall of Fame (classe del 2024)

## Statistiche
| Anno     | Squadra           | P   | Tackle | Sol | Ass | Sack | FF | FR | Yard | TD | INT | Yard | Max | TD | PD |  |
| -------- | ----------------- | --- | ------ | --- | --- | ---- | -- | -- | ---- | -- | --- | ---- | --- | -- | -- |  |
| 2002     | Carolina Panthers | 12  | 35     | 28  | 7   | 12   | 5  | 0  | 0    | 0  | 1   | 21   | 21  | 0  | 5  |  |
| 2003     | Carolina Panthers | 16  | 44     | 37  | 7   | 7    | 3  | 0  | 0    | 0  | 0   | 0    | 0   | 0  | 3  |  |
| 2004     | Carolina Panthers | 16  | 64     | 52  | 12  | 11   | 4  | 1  | 60   | 1  | 2   | 143  | 97  | 1  | 9  |  |
| 2005     | Carolina Panthers | 16  | 50     | 38  | 12  | 10.5 | 2  | 1  | 10   | 0  | 0   | 0    | 0   | 0  | 6  |  |
| 2006     | Carolina Panthers | 16  | 58     | 49  | 9   | 13   | 3  | 2  | 0    | 0  | 0   | 0    | 0   | 0  | 6  |  |
| 2007     | Carolina Panthers | 14  | 38     | 30  | 8   | 2.5  | 3  | 2  | 0    | 0  | 1   | 0    | 0   | 0  | 5  |  |
| 2008     | Carolina Panthers | 16  | 51     | 40  | 11  | 14.5 | 5  | 0  | 0    | 0  | 0   | 0    | 0   | 0  | 5  |  |
| 2009     | Carolina Panthers | 16  | 42     | 36  | 6   | 10.5 | 5  | 1  | 11   | 0  | 2   | 13   | 13  | 1  | 5  |  |
| 2010     | Chicago Bears     | 16  | 54     | 43  | 11  | 8    | 3  | 0  | 0    | 0  | 2   | 1    | 1   | 0  | 9  |  |
| 2011     | Chicago Bears     | 16  | 37     | 33  | 4   | 11   | 3  | 2  | 0    | 0  | 0   | 0    | 0   | 0  | 4  |  |
| 2012     | Chicago Bears     | 16  | 39     | 32  | 7   | 11.5 | 1  | 4  | 6    | 0  | 0   | 0    | 0   | 0  | 2  |  |
| 2013     | Chicago Bears     | 16  | 45     | 31  | 14  | 7    | 2  | 1  | 42   | 1  | 1   | 14   | 14  | 0  | 3  |  |
| 2014     | Green Bay Packers | 16  | 44     | 29  | 15  | 7    | 4  | 3  | 2    | 0  | 2   | 101  | 52  | 2  | 11 |  |
| 2015     | Green Bay Packers | 16  | 37     | 25  | 12  | 10.5 | 2  | 0  | 0    | 0  | 0   | 0    | 0   | 0  | 0  |  |
| Carriera |                   | 218 | 638    | 503 | 135 | 136  | 45 | 17 | 131  | 2  | 11  | 293  | 97  | 4  | 73 |  |